# Bay (Somalia)
Bay (auch Baay geschrieben; arabisch باي Bāy) ist eine Region (gobolka) im Süden Somalias. Ihre Hauptstadt ist Baidoa, das seit 2005 auch Sitz der Übergangsregierung Somalias ist.
Weitere Städte sind Buurhakaba und Dinsor, wo sich ein Gesundheitsposten für 650.000 Menschen in der Umgebung befindet. Die genannten Städte geben jeweils auch ihren Distrikten den Namen; weitere Distrikte sind Qasahdhere und Ufurow. Die Region liegt zwischen den beiden großen Flüssen Somalias, dem Jubba und dem Shabeelle, welche jedoch nicht durch Bay selbst fließen.
Bay gehört zu den dichter besiedelten Gebieten Somalias. Die Bewohner von Bay gehören größtenteils dem Somali-Clan der Rahanweyn an, daneben sind auch die Hawiya und kleinere Minderheiten vertreten. Wichtigste Lebensgrundlage der Bevölkerung ist Regenfeldbau, verbunden mit sesshafter Viehzucht (Agropastoralismus). Vorherrschende Sprache ist der Maay-Dialekt des Somali.

## Geschichte
Im beginnenden somalischen Bürgerkrieg operierten Anfang der 1990er-Jahre verschiedene Kriegsparteien in der Region. Dabei kam es zu Plünderungen und Übergriffen gegen die lokale Bevölkerung. Die bäuerlichen Rahanweyn in Bay waren von solchen Angriffen besonders stark betroffen, da sie traditionell von Teilen der übrigen Somali-Gesellschaft als minderwertig betrachtet werden und über verhältnismäßig wenige Waffen zur Gegenwehr verfügten. In der Folge gehörte Bay zu den am stärksten von der Hungersnot 1991–1993 betroffenen Gebieten; damals sollen in der Region um Baidoa etwa eine halbe Million Menschen verhungert sein.
1995 eroberte der Hawiya-Kriegsherr Mohammed Farah Aidid Baidoa und entmachtete die dortige Rahanweyn-Lokalverwaltung. Daraufhin wurde die Rahanweyn-Widerstandsarmee (RRA) gebildet, die weite Teile des Rahanweyn-Gebietes  in Bay und im angrenzenden Bakool zurückeroberte und seither eine bedeutende politische Kraft in der Region ist. Weiterhin waren Baidoa und das übrige Bay zwischen verschiedenen Clans und Kriegsherren umkämpft. Nach anfänglicher Feindschaft schloss sich die RRA der 2000 gebildeten Übergangsregierung Somalias an, die seit 2005 ihren provisorischen Sitz in Baidoa hat.
2006 kam es in Bay zu heftigen Kämpfen zwischen Truppen der Übergangsregierung und Äthiopiens und der Union islamischer Gerichte. Die Union hatte die Übergangsregierung zwischenzeitlich auf ein kleines Gebiet um Baidoa zurückgedrängt, ehe sie ihrerseits Ende 2006 von vorrückenden äthiopischen Truppen verdrängt wurde.